# Herman Simkowsky
Herman Simkowsky, född 30 januari 1875 i Göteborg, död 11 juni 1954,  var en svensk läkare. Han var far till Margit Vinberg.
Simkowsky, som var son till Marcus Simkowsky och Hanna Goldman, avlade studentexamen i Göteborg 1893, blev medicine kandidat vid Uppsala universitet 1898 och medicine licentiat vid Karolinska Institutet 1903. Han var underläkare vid Allmänna garnisonssjukhuset 1900, fältläkarstipendiat 1900–1903, extra läkare vid flera regementen och regementsskolor 1901–1911 och bataljonsläkare i Fältläkarkårens reserv 1903–1938. Han var underläkare vid Härnösands lasarett 1903–1905, tillförordnad förste stadsläkare i Härnösands stad 1905–1909, andre 1909–1929, förste 1929–1931 och stadsläkare där 1932–1945.
Simkowsky var tillförordnad hospitalsläkare och överläkare vid Härnösands hospital tidvis 1906–1923, tillförordnad provinsialläkare i Härnösands distrikt tidvis 1915–1928 och biträdande förste provinsialläkare i Västernorrlands län 1929–1945, läkare vid landstingets epidemisjukhus, järnvägsläkare och skolläkare i Härnösand till 1945. Han var ledamot av stadsfullmäktige i Härnösands stad 1915–1918, ledamot av och vice ordförande i direktionen för Härnösands lasarett, ledamot av direktionen för Gådeå sjukhus och av styrelsen för Svenska Röda Korsets 21. distrikt.